# Pseudochalcia inconspicua
Pseudochalcia inconspicua är en fjärilsart som beskrevs av Ludwig Carl Friedrich Graeser 1892. Pseudochalcia inconspicua ingår i släktet Pseudochalcia och familjen nattflyn. Inga underarter finns listade i Catalogue of Life.